# Lista episoadelor din Ciudățeni
Aceasta este lista episoadelor desenului animat Ciudățeni (Gravity Falls), creat de Alex Hirsch și difuzat pe Disney Channel în România. Până în 9 martie 2015 s-au înregistrat 31 de episoade difuzate.

## Tabelul episoadelor
| Sezon | Sezon | Episoade | Difuzare originală Statele Unite ale Americii           | Difuzare originală Statele Unite ale Americii | Difuzare în România                                             | Difuzare în România |                                                        |
| Sezon | Sezon | Episoade | Primul episod                                           | Ultimul episod                                | Primul episod                                                   | Ultimul episod      |                                                        |
| ----- | ----- | -------- | ------------------------------------------------------- | --------------------------------------------- | --------------------------------------------------------------- | ------------------- | ------------------------------------------------------ |
|       | 1     | 20       | 15 iunie 2012 (episodul pilot) 29 iunie 2012 (premiera) | 2 august 2013                                 | 20 octombrie 2012 (episodul pilot) 10 noiembrie 2012 (premiera) | 23 noiembrie 2013   | 16 Iulie 2016 (Filmul "Ciudatmaggedon" si "In Culise") |
|       | 2     | 20       | 1 august 2014                                           | 15 februarie 2016                             | 13 decembrie 2014                                               | 16 aprilie 2016     |                                                        |

## Lista episoadelor

### Sezonul 1 (2012-13)
| Nr. în serial | Nr. în sezon | Titlu                                                              | Regizat de              | Scris de                                              | Premieră originală | Premieră în România | Cod |
| ------------- | ------------ | ------------------------------------------------------------------ | ----------------------- | ----------------------------------------------------- | ------------------ | ------------------- | --- |
| 1             | 1            | „Capcană pentru turiști” „Tourist Trapped”                         | John Aoshima            | Alex Hirsch                                           | 15 iunie 2012      | 20 octombrie 2012   | 101 |
| 2             | 2            | „Legenda monstrului din adâncuri” „The Legend of the Gobblewonker” | John Aoshima            | Michael Rianda, Alex Hirsch                           | 29 iunie 2012      | 10 noiembrie 2012   | 105 |
| 3             | 3            | „Vânătoare de capete” „Headhunters”                                | John Aoshima            | Aury Wallington, Alex Hirsch                          | 30 iunie 2012      | 17 noiembrie 2012   | 102 |
| 4             | 4            | „Mabel cea vrăjită” „The Hand That Rocks the Mabel”                | John Aoshima            | Zach Paez, Alex Hirsch                                | 6 iulie 2012       | 24 noiembrie 2012   | 104 |
| 5             | 5            | „Magazinul misterios” „The Inconveniencing”                        | Aaron Springer Joe Pitt | Michael Rianda, Alex Hirsch                           | 13 iulie 2012      | 1 decembrie 2012    | 103 |
| 6             | 6            | „Dipper și testul de putere” „Dipper vs. Manliness”                | Aaron Springer Joe Pitt | Tim McKeon                                            | 20 iulie 2012      | 8 decembrie 2012    | 106 |
| 7             | 7            | „Dublu Dipper” „Double Dipper”                                     | Aaron Springer Joe Pitt | Mitch Larson, Michael Rianda, Tim McKeon, Alex Hirsch | 10 august 2012     | 15 decembrie 2012   | 107 |
| 8             | 8            | „Comoara nebănuită” „Irrational Treasure”                          | John Aoshima            | David Slack, Tim McKeon, Alex Hirsch                  | 17 august 2012     | 22 decembrie 2012   | 108 |
| 9             | 9            | „Călătorie în timp” „The Time Traveler's Pig”                      | Aaron Springer Joe Pitt | Aury Wallington, Alex Hirsch                          | 24 august 2012     | 9 februarie 2013    | 109 |
| 10            | 10           | „Luptători adevărați” „Fight Fighters”                             | John Aoshima            | Zach Paez, Alex Hirsch                                | 14 septembrie 2012 | 23 februarie 2013   | 110 |
| 11            | 11           | „Micul Dipper” „Little Dipper”                                     | Aaron Springer Joe Pitt | Tim McKeon, Zach Paez, Alex Hirsch                    | 28 septembrie 2012 | 22 iunie 2013       | 111 |
| 12            | 12           | „Varoween” „Summerween”                                            | John Aoshima            | Zach Paez, Alex Hirsch, Michael Rianda                | 5 octombrie 2012   | 15 iunie 2013       | 112 |
| 13            | 13           | „Șefa Mabel” „Boss Mabel”                                          | John Aoshima            | Tommy Reahard, Tim McKeon, Alex Hirsch                | 15 februarie 2013  | 5 octombrie 2013    | 114 |
| 14            | 14           | „Groapa nesfârșită (Groapa fără fund)” „Bottomless Pit!”           | Aaron Springer Joe Pitt | Alex Hirsch, Michael Rianda                           | 1 martie 2013      | 12 octombrie 2013   | 115 |
| 15            | 15           | „La piscină” „The Deep End”                                        | Aaron Springer Joe Pitt | Nancy Cohen                                           | 15 martie 2013     | 19 octombrie 2013   | 113 |
| 16            | 16           | „Carpet Diem” „Carpet Diem”                                        | Joe Pitt                | Tim McKeon, Zach Paez, Alex Hirsch                    | 5 aprilie 2013     | 26 octombrie 2013   | 117 |
| 17            | 17           | „Nebune după băieți” „Boyz Crazy”                                  | John Aoshima            | Matt Chapman, Alex Hirsch                             | 19 aprilie 2013    | 2 noiembrie 2013    | 116 |
| 18            | 18           | „Răpirea porcului” „Land Before Swine”                             | John Aoshima            | Tim McKeon, Alex Hirsch                               | 28 iunie 2013      | 9 noiembrie 2013    | 118 |
| 19            | 19           | „Călătorie printre amintiri” „Dreamscaperers”                      | Joe Pitt John Aoshima   | Tim McKeon, Matt Chapman, Alex Hirsch                 | 12 iulie 2013      | 16 noiembrie 2013   | 119 |
| 20            | 20           | „Răzbunarea lui Gideon” „Gideon Rises”                             | John Aoshima Joe Pitt   | Matt Chapman, Alex Hirsch, Michael Rianda             | 2 august 2013      | 23 noiembrie 2013   | 120 |

### Sezonul 2 (2014–16)
| Nr. în serial | Nr. în sezon | Titlu                                                                           | Regizat de          | Scris de                                                             | Premieră originală | Premieră în România | Cod |
| ------------- | ------------ | ------------------------------------------------------------------------------- | ------------------- | -------------------------------------------------------------------- | ------------------ | ------------------- | --- |
| 21            | 1            | „Scary-oke” „Scary-oke”                                                         | Rob Renzetti        | Jeff Rowe, Matt Chapman, Alex Hirsch                                 | 1 august 2014      | 13 decembrie 2014   | 203 |
| 22            | 2            | „În Buncăr” „Into the Bunker”                                                   | Joe Pitt            | Matt Chapman, Alex Hirsch                                            | 4 august 2014      | 20 decembrie 2014   | 201 |
| 23            | 3            | „Războiul golfului” „The Golf War”                                              | Matt Braly          | Jeff Rowe, Alex Hirsch                                               | 11 august 2014     | 27 decembrie 2014   | 202 |
| 24            | 4            | „Teatru cu Marionete” „Sock Opera”                                              | Matt Braly Joe Pitt | Shion Takeuchi, Alex Hirsch, Zach Paez                               | 8 septembrie 2014  | 3 ianuarie 2015     | 205 |
| 25            | 5            | „Soos și fata reală” „Soos and the Real Girl”                                   | Matt Braly          | Mark Rizzo, Alex Hirsch                                              | 19 septembrie 2014 | 11 ianuarie 2015    | 204 |
| 26            | 6            | „Micul magazin al ororilor” „Little Gift Shop of Horrors”                       | Stephen Sandoval    | Shion Takeuchi, Matt Chapman, Alex Hirsch, Zach Paez                 | 4 octombrie 2014   | 18 ianuarie 2015    | 206 |
| 27            | 7            | „Societatea Ochiului Nevăzător” „Society of the Blind Eye”                      | Sunil Hall          | Matt Chapman, Alex Hirsch, Zach Paez                                 | 27 octombrie 2014  | 25 ianuarie 2015    | 207 |
| 28            | 8            | „Jocul Cameleonului” „Blendin's Game”                                           | Matt Braly          | Jeff Rowe, Alex Hirsch                                               | 10 noiembrie 2014  | 18 aprilie 2015     | 208 |
| 29            | 9            | „Pețitoarea” „The Love God”                                                     | Sunil Hall          | Alex Hirsch, Josh Weinstein                                          | 26 noiembrie 2014  | 25 aprilie 2015     | 209 |
| 30            | 10           | „Misterul Conacului Familiei Northwest” „Northwest Mansion Noir”                | Matt Braly          | Mark Rizzo, Jeff Rowe, Alex Hirsch                                   | 16 februarie 2015  | 2 mai 2015          | 210 |
| 31            | 11           | „Nu e ceea ce pare a fi” „Not What He Seems”                                    | Stephen Sandoval    | Shion Takeuchi, Josh Weinstein, Jeff Rowe, Matt Chapman, Alex Hirsch | 9 martie 2015      | 9 mai 2015          | 211 |
| 32            | 12           | „Povestea celor doi Stani” „A Tale of Two Stans”                                | Sunil Hall          | Josh Weinstein, Matt Chapman, Alex Hirsch                            | 13 iulie 2015      | 23 ianuarie 2016    | 213 |
| 33            | 13           | „Temnițe, temnițe și mai multe temnițe” „Dungeons, Dungeons and More Dungeons”  | Stephen Sandoval    | Matt Chapman, Josh Weinstein & Alex Hirsch                           | 3 august 2015      | 30 ianuarie 2016    | 212 |
| 34            | 14           | „Candidatul Stanciurian” „The Stanchurian Candidate”                            | Matt Braly          | Jeff Rowe, Josh Weinstein & Alex Hirsch                              | 24 august 2015     | 6 februarie 2016    | 214 |
| 35            | 15           | „Ultimul Mabelcorn” „The Last Mabelcorn”                                        | Matt Braly          | Alex Hirsch                                                          | 7 septembrie 2015  | 13 februarie 2016   | 217 |
| 36            | 16           | „Atracția de la marginea drumului” „Roadside Attraction”                        | Sunil Hall          | Jeff Rowe, Josh Weinstein & Alex Hirsch                              | 21 septembrie 2015 | 20 februarie 2016   | 215 |
| 37            | 17           | „Dipper și Mabel vs. Viitorul” „Dipper and Mabel vs. the Future”                | Stephen Sandoval    | Matt Chapman, Josh Weinstein & Alex Hirsch                           | 12 octombrie 2015  | 27 februarie 2016   | 216 |
| 38            | 18           | „Ciudocalipsa, partea I” „Weirdmageddon Part 1”                                 | Sunil Hall          | Josh Weinstein & Alex Hirsch                                         | 26 octombrie 2015  | 5 martie 2016       | 218 |
| 39            | 19           | „Ciudocalipsa 2: Evadarea din Realitate” „Weirdmageddon 2: Escape from Reality” | Matt Braly          | Jeff Rowe & Alex Hirsch                                              | 23 noiembrie 2015  | 12 martie 2016      | 219 |
| 40a           | 20           | „Ciudocalipsa 3: Recăpătați Ciudățeniul” „Weirdmageddon 3: Take Back the Falls” | Stephen Sandoval    | Shion Takeuchi, Mark Rizzo, Jeff Rowe, Josh Weinstein & Alex Hirsch  | 15 februarie 2016  | 16 aprilie 2016     | 220 |

## Serii scurte

### Ghidul lui Dipper la Inexplicabil
| # (serial) | # (sezon) | Titlu           | Premieră originală | Premieră în România | Cod |
| ---------- | --------- | --------------- | ------------------ | ------------------- | --- |
| 1          | 1         | „Candy Monster” | 14 octombrie 2013  | 1 martie 2014       | 004 |
| 2          | 2         | „Stan's Tattoo” | 14 octombrie 2013  | 1 martie 2014       | 001 |
| 3          | 3         | „Mailbox”       | 15 octombrie 2013  | 1 martie 2014       | 002 |
| 4          | 4         | „Lefty”         | 16 octombrie 2013  | 1 martie 2014       | 006 |
| 5          | 5         | „The Tooth”     | 17 octombrie 2013  | 1 martie 2014       | 005 |
| 6          | 6         | „Hide Behind”   | 18 octombrie 2013  | 1 martie 2014       | 003 |

### Ghidul lui Mabel
| # (serial) | # (sezon) | Titlu                          | Premieră originală | Premieră în România | Cod |
| ---------- | --------- | ------------------------------ | ------------------ | ------------------- | --- |
| 7          | 1         | „Mabel's Guide to Dating”      | 3 februarie 2014   | 12 mai 2014         | 008 |
| 8          | 2         | „Ghidul lui Mabel la Stickere” | 4 februarie 2014   | 13 mai 2014         | 010 |
| 9          | 3         | „Ghidul lui Mabel la Moda”     | 5 februarie 2014   | 14 mai 2014         | 009 |
| 10         | 4         | „Ghidul lui Mabel la Culori”   | 6 februarie 2014   | 15 mai 2014         | 011 |
| 11         | 5         | „Ghidul lui Mabel la Arta”     | 7 februarie 2014   | 16 mai 2014         | 007 |

### Fixin' It with Soos
| # (serial) | # (sezon) | Titlu                               | Premieră originală | Premieră în România |
| ---------- | --------- | ----------------------------------- | ------------------ | ------------------- |
| 12         | 1         | „Fixin' It with Soos: Golf Cart”    | 21 aprilie 2014    | 4 august 2014       |
| 13         | 2         | „Fixin' It with Soos: Cuckoo Clock” | 22 aprilie 2014    | 5 august 2014       |

### TV Shorts
| # (serial) | # (sezon) | Titlu         | Premieră originală | Premieră în România |
| ---------- | --------- | ------------- | ------------------ | ------------------- |
| 14         | 1         | „TV Shorts 1” | 23 aprilie 2014    | 2014                |
| 15         | 2         | „TV Shorts 2” | 24 aprilie 2014    | 2014                |

### Mabel's Scrapbook
| # (serial) | # (sezon) | Titlu                            | Premieră originală | Premieră în România |
| ---------- | --------- | -------------------------------- | ------------------ | ------------------- |
| 16         | 1         | „Mabel's Scrapbook: Heist Movie” | 2 iunie 2014       | 2015                |
| 17         | 2         | „Mabel's Scrapbook: Petting Zoo” | 2 iunie 2014       | 2015                |